# Terlingua (település)

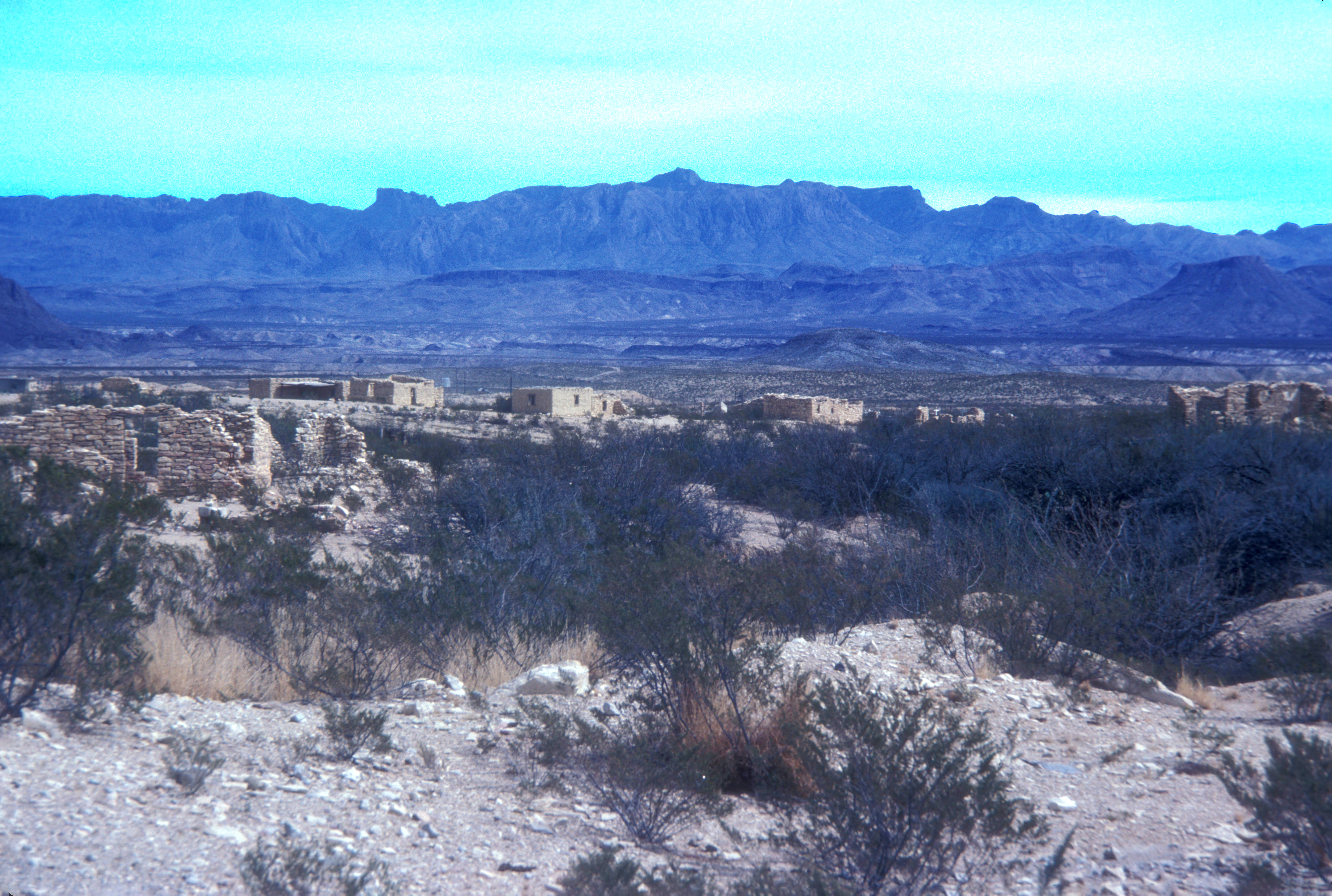
Teringua romos település és környéke

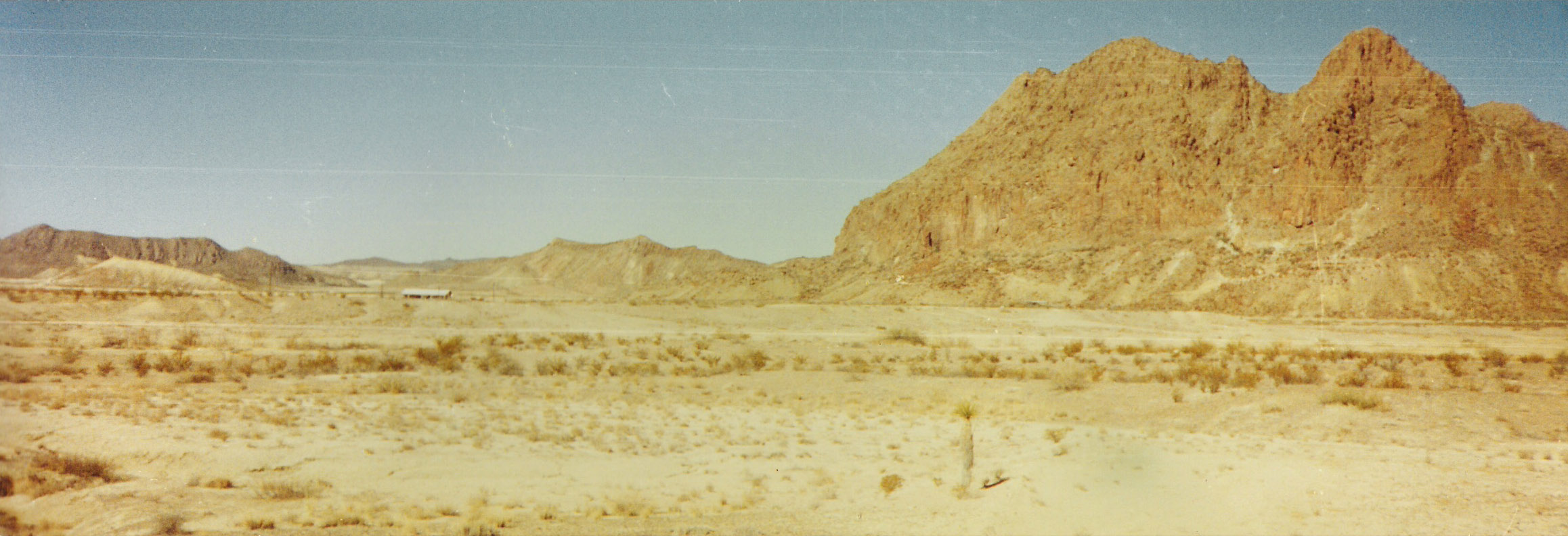
Terlingua környéke

Terlingua ma Texasban, a Big Bend Nemzeti Park közelében található, a cinóber ércnek, a higany alapanyagának felfedezése után épült szellemváros.

## Fekvése
Texas délnyugati részén, a Rio Grande közelében fekvő egykori bányásztelepülés.

## Nevének eredete
Terlingua ma három különböző hely neve a texasi Brewster megye délnyugati részén.

## Története
Az eredetileg Terlinguának nevezett hely egy mexikói falu volt, amely körülbelül 5 kilométerre feküdt a Rio Grande-i Terlingua-patak összefolyása felett.
Az 1880-as évek közepén e területen fedezték fel a Cinnabarit nevű higany-szulfid ásványt (fémhiganyt) és az ebből nyert cinóbert, a környék vulkanikus eredetű hegyeinek ércbányáiban.
A cinóbert a helyi indiánok már ez idők előtt is ismerték és testük festésénél ragyogó vörös színe miatt használták is, később más mexikói és amerikai kutatók is rátaláltak az ércre, de a környék távoli helyzete, a vízhiány és az ellenségesen viszonyuló indiánok az érc bányászatát visszatartották.
Az 1880-as évek közepén az itt felfedezett fémhigany kibányászása céljából a hely közelében, a Marfa és a Mariposa bányavállalat megalapította a Terlingua Abaja bányászmunkás falut. 1900-ra Terlingua térségében már négy bányavállalat is működött, amelyek higanyt bányásztak. 1902-ben mintegy 300 munkás élt Terlingua bányakerületében, többségükben mexikói eredetűek. Terlinguában Howard E. Perry chicagói iparos 1903-ban alapította meg a Chisos Bányavállalatot, 1905-re a munkások létszáma 1000 körülire emelkedett. 1910-ben a Marfa és a Mariposa Bányavállalat beszüntette a termelést, és a helyet a tőle tizenhat kilométerrel keletre fekvő Chisos Bányavállalat területére telepítették át.
A higanytermelés az első világháború alatt jelentősen megnőtt. 1922-ben már Terlinguaból szállították az Egyesült Államokban bányászott higany 40% -át.
A Nagy gazdasági világválság idején a higanytermelés jelentősen visszaesett és folyamatosan csökkent az 1930-as években, így a Chisos Bányavállalat 1942-ben csődbe ment, majd a második világháború vége felé a  higanybányászok az egyre fogyó munkahelyek miatt lassan elhagyták a helyet, és Terlingua szellemváros lett.
Az 1960-as évek közepétől Terlingua szellemvárosát a turizmus fedezte fel. A turistákat továbbra is vonzotta a hely többek között olyan rendezvények miatt, mint az évente megrendezésre kerülő „Chili Cook-Off”, amely 1967-ben a Chili Értékelő Társaság által elnyerte a „Chili Capitol of the World” megtisztelő címet.
Terlingua lakossága 1994-ben 25 fő volt, akik tizenhárom üzletet üzemeltettek, 2000-re a lakosság száma 267-re, az üzletek száma pedig 44-re nőtt.2010-re a népesség 58-ra csökkent